# Етијефон
Етијефон (фр. Etueffont) је насељено место у Француској у региону Франш-Конте, у департману Територија Белфор.
По подацима из 2011. године у општини је живело 1465 становника, а густина насељености је износила 116,92 становника/km².

## Демографија
| 1962. | 1968. | 1975. | 1982. | 1990. | 2011. |
| ----- | ----- | ----- | ----- | ----- | ----- |
| 1.071 | 968   | 971   | 1.081 | 1.324 | 1.465 |